# کلادینوز
کلادینوز (به انگلیسی: Cladinose) با فرمول شیمیایی C8H16O4 یک ترکیب شیمیایی با شناسه پاب‌کم 8895 است. که جرم مولی آن ۱۷۶٫۲۱ گرم بر مول می‌باشد. 